# Listă de comunități neîncorporate din statul New Hampshire

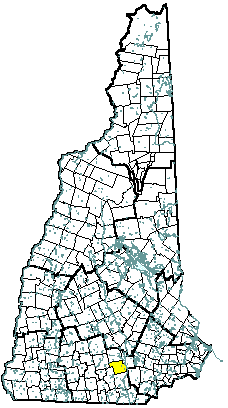
Harta statului din SUA

- Prezenta pagină este o listă de comunități neîncorporate din statul New Hampshire.
- Pentru orașele (în engleză cities) din New Hampshire, vedeți Listă de orașe din statul New Hampshire.
- Vedeți și Listă de orașe și târguri din statul New Hampshire.
- Vedeți și Listă de sate din statul New Hampshire.
- Vedeți și Listă de locuri desemnate pentru recensământ din statul New Hampshire.
- Vedeți și Listă de localități din statul New Hampshire.
- Vedeți și Listă de zone de teritoriu neorganizat din statul New Hampshire.

## A
- Alton Bay
- Ashuelot

## B
- Balloch
- Blodgett Landing
- Bow Lake Village
- Bretton Woods

## C
- Candia Four Corners
- Cascade
- Center Barnstead
- Center Conway
- Center Ossipee
- Center Sandwich
- Center Strafford
- Chesham
- Chocorua
- Contoocook
- Conway
- Cornish Flat

## D
- Dixville Notch
- Drewsville

## E
- East Andover
- East Candia
- East Derry
- East Hampstead
- East Hebron
- East Lempster
- East Rochester
- East Swanzey
- East Wakefield
- Elkins
- Enfield Center
- Etna

## F
- Ferncroft

## G
- Georges Mills
- Gilmanton Ironworks
- Glen
- Glencliff
- Glendale
- Grasmere
- Groveton
- Guild

## H
- Hampton Beach

## I
- Intervale

## K
- Kearsarge

## L
- Lakeport
- Lochmere
- Lyme Center

## M
- Melvin Village
- Meriden
- Milton Mills
- Mirror Lake
- Montcalm
- Mountain Lakes
- Munsonville

## N
- Newton Junction
- North Conway
- North Haverhill
- North Salem
- North Sandwich
- North Stratford
- North Sutton
- North Walpole
- North Woodstock

## P
- Penacook
- Pike
- Pinardville
- Poocham

## R
- Redstone
- Rye Beach

## S
- Sanbornville
- Seabrook Beach
- Silver Lake
- South Hooksett
- Spofford
- Suissevale
- Suncook

## T
- Tilton-Northfield
- Twin Mountain

## U
- Union

## W
- Weirs Beach
- West Lebanon
- West Stewartstown
- West Swanzey
- Wonalancet
- Woodsville

## Alte legături interne
- Categorie:Liste de orașe din Statele Unite după stat
- Categorie:Liste de târguri din Statele Unite după stat
- Categorie:Liste de districte civile din Statele Unite după stat
- Categorie:Liste de sate din Statele Unite după stat
- Categorie:Liste de comunități desemnate pentru recensământ din Statele Unite după stat
- Categorie:Liste de comunități neîncorporate din Statele Unite după stat
- Categorie:Liste de localități dispărute din Statele Unite după stat
- Categorie:Liste de rezervații amerindiene din Statele Unite după stat
- Categorie:Liste de zone de teritoriu neorganizat din Statele Unite după stat

și
- Listă de municipalități din statul New Hampshire
  - Listă de orașe din statul New Hampshire
  - Listă de târguri din statul New Hampshire
  - Listă de sate din statul New Hampshire

respectiv
- Listă de comitate din statul New Hampshire
- Listă de districte civile din statul New Hampshire
- Listă de locuri desemnate pentru recensământ din statul New Hampshire
- Listă de localități din statul New Hampshire
- Listă de localități dispărute din statul New Hampshire
- Listă de rezervații amerindiene din statul New Hampshire
- Listă de zone de teritoriu neorganizat din statul New Hampshire